# Nikolaus Knauf
Nikolaus Wilhelm Knauf (* 8. April 1936) ist Gesellschafter des Familienunternehmens Knauf Gips und war bis Anfang März 2022 Honorarkonsul Russlands.

## Leben
Nikolaus Knauf ist der älteste Sohn von Alfons Knauf, der gemeinsam mit seinem Bruder Karl Knauf 1932 ein Gipswerk in der Moselgemeinde Perl gründete und später ins unterfränkische Iphofen verlegte. Nikolaus Knauf ist verheiratet und hat drei Kinder; eine seiner Töchter ist verheiratet mit Anton Werhahn, seit 2007 Vorstandssprecher der Wilh. Werhahn KG.

### Unternehmer
Gemeinsam mit seinem Cousin Baldwin Knauf (* 23. September 1939), dem ältesten Sohn von Karl Knauf, trat er 1969 als persönlich haftender Gesellschafter in die Unternehmensführung von Knauf ein. Die Geschwister der Cousins traten 1970 als Kommanditisten in das Unternehmen ein, das bis heute als weltweit tätiges Unternehmen mit ca. 15,0 Milliarden Euro Umsatz und knapp 41.000 Beschäftigten weiterhin in Familienbesitz ist. Nikolaus Knauf widmete sich innerhalb des Unternehmens hauptsächlich dem Ressort Technik, während sein Cousin Baldwin sich insbesondere Verwaltungsfragen widmete. Unter der Leitung der Cousins Nikolaus und Baldwin expandierte das Unternehmen Knauf ab den 1970er Jahren zunächst vor allem nach Österreich, Frankreich und in die Benelux-Staaten. Nach dem Umbruch in Osteuropa konnte das Unternehmen über seine österreichische Tochterfirma den gesamten südosteuropäischen Markt für sich erschließen, wofür Nikolaus und Baldwin Knauf mit hohen österreichischen Auszeichnungen bedacht wurden. Die umfangreichste Expansion gelang den Cousins ab den 1990er Jahren in Russland und den GUS-Staaten. Die Familie Knauf besaß bis 2011 eine Beteiligung an der Fluggesellschaft Eurowings. 2008 endete seine Tätigkeit als Geschäftsführer von Knauf. Danach wechselte er in den Gesellschafterausschuss, wo er im jährlichen Wechsel mit seinem Cousin Baldwin Knauf als Vorsitzender und stellvertretender Vorsitzender amtiert. 2009 wurde Nikolaus Knauf Mitglied des „Lenkungsrats Unternehmensfinanzierung“ im Wirtschaftsfonds Deutschland.

### Kommunalpolitik
Nikolaus Knauf ist Mitglied der CSU. Für die CSU sitzt er im Gemeinderat von Markt Einersheim bei Iphofen und im Kreistag des Landkreises Kitzingen.

### Förderer
Eine Vielzahl von kulturellen und sozialen Einrichtungen werden durch Nikolaus Knauf oder die Knauf-Gruppe unterstützt. So besteht in Iphofen das Knauf-Museum.
Seit der Eröffnung des Honorarkonsulats Russlands in Nürnberg hat Nikolaus Knauf mehrere Benefizkonzerte zugunsten sozialer Projekte im Konsularbezirk und zur Unterstützung von russischen Nachwuchschören und Waisenhäusern veranstaltet.
Nikolaus Knauf hat einen Beitrag zum Wiederaufbau orthodoxer Kirchen geleistet. Zu Ehren des russischen Dichters und Diplomaten Fjodor Tjutschew wurde dessen im Zweiten Weltkrieg zerstörte Stammkirche, die orthodoxe Mariä Himmelfahrt-Kathedrale im Dorf Ovstug im westrussischen Gebiet Brjansk wieder aufgebaut. Im Dezember 2003 wurde in München im Beisein des russischen Außenministers Igor Sergejewitsch Iwanow eine lebensgroße Bronzefigur von Fjodor Tjutschew enthüllt, die vom bekannten russischen Bildhauer Andrei Kowaltschuk geschaffen wurde.
Das Schloss Peterhof erhielt durch Knauf-Gruppe umfangreiche Unterstützung bei der Sanierung der Anlagen. So konnte in der Zarenresidenz bei St. Petersburg der berühmte Neptunbrunnen, dessen Kopie im Nürnberger Stadtpark zu bewundern ist, restauriert und wieder in Betrieb genommen werden.

## Ehrungen
- Ehrenbürger von Weißenbach/Liezen (1982)[6]
- Großes Ehrenzeichen für Verdienste um die Republik Österreich (1990)[6]
- Honorarkonsul Russland mit Sitz in Nürnberg (1999–2022)[7]
- Bayerischer Verdienstorden (1991)
- Großes Verdienstkreuz des Verdienstordens der Bundesrepublik Deutschland (2007)
- Orden der Freundschaft 2006, überreicht von Wladimir Putin „für seinen großen Beitrag zur Entwicklung und Festigung der russisch-deutschen Freundschaftsbeziehungen“
- Namensgeber der Nikolaus-Knauf-Straße in Markt Einersheim
- Ehrenbürger von Markt Einersheim (2006)[8]
- seit 2007 Ehrenmitglied der Historischen Burschenschaft Markt Einersheim
- Dr. Friedrich Joseph Haass-Preis (2010)

## Kritik
Nikolaus Knauf pflegte jahrelang enge Kontakte zu Wladimir Putin und behielt seinen Posten als russischer Honorarkonsul auch nach der Annexion der Krim. Knauf bezeichnete 2018 die darauf folgenden Sanktionen gegen Russland als "schrecklich".